# Hallodapus montandoni
Hallodapus montandoni – gatunek pluskwiaka z podrzędu różnoskrzydłych i rodziny tasznikowatych (Miridae). Jeden z dwóch występujących w Polsce gatunków rodzaju Hallodapus.

## Budowa ciała
Owad ma ciało podłużne, długości około 3 do 5 mm, w części tylnej błyszczące. Ciało pokryte jest jasnymi włoskami, błyszczące, ubarwione czrewonobrązowawo. Na półpokrywach posiada wyraźne ciemne pasma.

## Tryb życia
Pluskwiak o słabo zbadanej biologii. Imagines występują od lipca do października. Zimuje w postaci jaja. Posiada jedno pokolenie rocznie.

## Występowanie
Owad ten występuje w kilkunastu krajach Europy, a także w Kazachstanie. W Polsce wykazany z niewielu stanowisk.